# Algarrobo (kommun i Spanien, Andalusien)
Algarrobo är en kommun i Spanien.   Den ligger i provinsen Provincia de Málaga och regionen Andalusien, i den södra delen av landet, 400 km söder om huvudstaden Madrid. Antalet invånare är 6 584. Arean är 9,7 kvadratkilometer. Algarrobo gränsar till Arenas, Sayalonga och Vélez-Málaga. 
Terrängen i Algarrobo är platt åt sydväst, men åt nordost är den kuperad.